# Olivetti Editor S4
L'Olivetti Editor S4 è stato il primo sistema di scrittura elettronica di Olivetti, sviluppato nel 1972 insieme all'Olivetti P603, della quale condivideva la componente scrivente. Si trattava, in sostanza, di una macchina per scrivere Editor 4 collegata ad una memoria a nastro magnetico tramite una CPU analoga a quella del calcolatore Programma 101. Il sistema offriva la possibilità di salvare testi in memoria, modificarli e richiamarli ed è stato sostituito nel 1974 dall'Editor S24, con basi tecnologiche paragonabili. Nel 1976 Olivetti abbandona i sistemi di scrittura elettronica basati su macchine per scrivere con l'Olivetti TES 501.